# 八月地下
《八月地下》（英語：August Underground）是一部2001年美國剝削恐怖電影，由佛瑞德·沃格爾執導，並與艾倫·彼特斯共同編劇。沃格爾在片中飾演一名名叫彼得的連環殺手，他綁架並殺害了數名無辜者，而彼得斯飾演的無名同夥則拍攝並录下这些謀殺案。
《地下八月》故意以業餘的尋獲佚失影片風格拍攝，獲得了褒貶不一的評價。該電影之後又推出了兩部續集，分別是2003年的《八月地下坊》和2007年的《八月地下的忏悔》。

## 剧情
彼得是一名连环杀手，他邀请手持摄像机的同伙进入他的地下室，在那里他囚禁了一名名叫劳拉的女子。彼得和他未透露姓名的同伙恣意折磨并羞辱她。
接下来，两人搭上了一名女搭客。彼得胁迫她为自己口交，然后殴打她并将她扔在路边等死。二人因喧闹行为被赶出音乐会后，彼得和同伙回到家中，发现劳拉已经死亡。
彼得来到某个老妇人的家中将其杀害，然后与同伙在一家便利店里大开杀戒。当听到警笛声越来越近时，他们放弃了绑架店员或顾客的计划。两人随后游览了路邊美國博物馆，并参观了一家纹身店。当纹身师给彼得刺完纹身后，他和他的双胞胎兄弟被彼得和摄影师抓获。他们砍断了纹身师的一条腿，然后用棍棒打死了兄弟二人。
两人找来妓女开始毒品狂欢。彼得一边㚻姦一名妓女，一边用锤子殴打她。剩下的一名妓女试图逃跑。在随后的混乱追逐中，同伙扔掉了摄像机，四下里顿时鸦雀无声。

## 制作
《八月地下》是佛瑞德·沃格爾的导演处女作，由他担任制片人和导演，也是该片的联合编剧和主演。最初，沃格爾想拍摄一部 “大制作喪屍片”，但他认为自己在制作劇情長片方面的经验不足会让潜在的投资者望而却步。拍摄这部影片的想法源于沃格爾对连环杀手题材的失望，他认为这种题材 “没有让你看到真实的情况”。他从約翰·麥克諾頓的《亨利：連環殺手的肖像》中汲取靈感，希望拍摄一部既“丑陋 ”又真实的影片，同时还具有独特性和原创性。2000年8月开始主体拍摄工作，片名为《彼得》（Peter）。
沃格爾最初希望为影片开展遊擊行銷活动，将影片的VHS录像带随意放置在美国各地的公园和游乐场等场所，供路人发现。然而，这一计划在九一一袭击事件和随后的炭疽攻擊事件后被放弃。

## 发行

### 反响
Bloody Disgusting的 Gregory S. Burkart 將《八月地下》列入了他的「20個尋獲佚失恐怖地標！」名單中，他寫道：「我不是這個系列的忠實粉絲，但我欽佩沃格爾在提供終極恐怖片方面的無畏大膽”。HorrorNews.net 的 Jay Alan 給予了影片正面的評價，稱讚影片的表演、血腥效果和逼真的品質。Severed Cinema 的 Chris Mayo 也給予了類似的讚揚：「《八月地下》真實地證明了恐怖應該是什麼：骯髒、虛無、原始和真實」。Allmovie 的 Robert Firsching 在對這部電影的評論中寫道：「對於大量美化連環殺手的電影來說，《地下八月》是一種令人疲憊但又重要的解毒劑，它不太可能找到廣泛的觀眾，但也不會让那些設法找到一份拷贝的人内心毫无波澜”。
這部電影後來在《Complex》杂志有史以來最令人不安的電影中排名第14，影片的條目指出了它的現實品質和「殘酷的自然氛圍」。

### 争议
2005年，在前往加拿大參加多伦多莫爾格街恐懼節時，導演兼聯合編劇佛瑞德·沃格爾因向加拿大運送淫穢物品的指控而被捕，當時海關官員在他打算帶去恐懼節的物品中發現了《八月地下》及其續集的拷贝。沃格爾在海關拘留了大約十個小時後，這些指控最終被撤銷，他的影片被送往渥太華進一步觀察。